# در شیکاگوی قدیم
در شیکاگو قدیم (به انگلیسی: In Old Chicago) فیلمی ۹۶ دقیقه‌ای به کارگردانی هنری کینگ است.

## بازیگران
- تایرون پاور
- آلیس فی
- دان آمچی
- آلیس بریدی
- فیلیس بروکس
- اندی دیواین
- برایان دانلوی
- تام براون
- برتون چرچیل
- پال هرست
- جون استوری
- سیدنی بلکمر
- جین رینولدز
- چارلز لین
- مادام سال-تی-وان
- بابز واتسون